# Ventsi
Ventsi - Венцы (rus) és un possiólok, un poble, del krai de Krasnodar, a Rússia. Es troba a 11 km a l'est de Gulkévitxi i a 150 km a l'est de Krasnodar, la capital.
Pertanyen a aquest municipi els possiolki de Zarià, Lessodatxa i Pervomàiskogo Lesnítxestva i els khútors de Krupski, Kràsnaia Poliana, Dukhovskoi, Kràvtxenko i Podlesni.